# Neil Murray (football)
Pour les articles homonymes, voir Neil Murray.
Neil Murray (né le 21 février 1973 à Bellshill) est un footballeur écossais qui jouait au poste de milieu de terrain. 
Il est aujourd'hui agent de joueurs et commentateur sur la chaîne de télévision irlandaise Setanta Sports.

## Biographie
Neil Murray participe à la Coupe du monde des moins de 16 ans 1989 organisée dans son pays natal. Lors du mondial junior, il joue trois matchs : contre Cuba, le Bahreïn, et l'Arabie saoudite. L'Écosse atteint la finale de la compétition, en étant battue par l'Arabie saoudite.
Il remporte sept titres de champion d'Écosse avec les Glasgow Rangers.
Au cours de sa carrière en club, il joue 10 matchs en Ligue des champions, et 2 matchs en Ligue Europa.

## Palmarès
- Finaliste de la Coupe du monde des moins de 16 ans 1989 avec l'équipe d'Écosse
- Champion d'Écosse en 1990, 1991, 1992, 1993, 1994, 1995 et 1996 avec les Glasgow Rangers
- Vainqueur de la Coupe d'Écosse en 1992, 1993 et 1996 avec les Glasgow Rangers
- Vainqueur de la Coupe de la Ligue écossaise en 1991, 1993 et 1994 avec les Glasgow Rangers
- Champion de Suisse en 1997 avec le FC Sion
- Vainqueur de la Coupe de Suisse en 1997 avec le FC Sion